# Maltignano
Maltignano é uma comuna italiana da região das Marcas, província de Ascoli Piceno, com cerca de 2 358 habitantes. Estende-se por uma área de 8 km², tendo uma densidade populacional de 295 hab/km². Faz fronteira com Ascoli Piceno, Folignano, Sant'Egidio alla Vibrata (TE).

## Demografia
| Variação demográfica do município entre 1861 e 2011                               |
|                                                                                   |
| Fonte: Istituto Nazionale di Statistica (ISTAT) - Elaboração gráfica da Wikipedia |